# Logical Disk Manager
Logical Disk Manager (LDM), tạm dịch: Trình quản lý đĩa hợp lí, là một trình quản lý đĩa hợp lí cho Windows NT, được Microsoft và Veritas Software phát triển. Nó được giới thiệu với hệ điều hành Windows 2000 và được hỗ trợ trong Windows XP, Windows Server 2003, Windows Vista, Windows 7, Windows 8 và Windows 10. Trình quản lý đĩa Disk Management dựa trên MMC (diskmgmt.msc) cho phép chạy Logical Disk Manager. Trên Windows 8 và Windows Server 2012, Microsoft đã bỏ LDM để thay bằng Storage Spaces.
Logical Disk Manager cho phép ổ đĩa linh động, trái ngược với ổ đĩa cơ bản chuẩn. Ổ đĩa cơ bản và ổ đĩa động khác nhau về khả năng mở rộng lưu trữ vượt quá một ổ đĩa vật lý. Các phân vùng cơ bản được giới hạn ở kích thước cố định trên một đĩa vật lý. Ổ đĩa động có thể được mở rộng để bao gồm nhiều không gian trống hơn - hoặc từ cùng một đĩa hoặc từ một đĩa vật lý khác. (Để biết thêm thông tin về sự khác biệt, hãy xem ổ đĩa và ổ đĩa cơ bản và ổ đĩa động, ở phần dưới.)

## Tổng quan
Việc lưu trữ cơ bản trên máy tính bao gồm việc chia đĩa thành các phân vùng chính và mở rộng. Đây là cách thức mà tất cả các phiên bản của Windows dựa vào, điều này phụ thuộc vào cách DOS xử lý ổ đĩa, và các ổ đĩa được định dạng theo cách này được gọi là các ổ đĩa cơ bản. Lưu trữ linh động là việc sử dụng một phân vùng duy nhất bao gồm toàn bộ đĩa và bản thân đĩa được chia thành các đĩa (volume) hoặc kết hợp với các đĩa khác để tạo thành các ổ đĩa có kích thước lớn hơn một đĩa vật lý. Volume có thể sử dụng bất kỳ hệ thống tệp được hỗ trợ nào.
Các đĩa cơ bản có thể được nâng cấp thành các đĩa linh động; Tuy nhiên, khi điều này được thực hiện, đĩa động không thể bị hạ cấp xuống đĩa cơ bản một lần nữa. Để hạ cấp, dữ liệu trên đĩa động trước tiên phải được sao lưu vào một số thiết bị lưu trữ khác. Thứ hai, đĩa linh động phải được định dạng lại thành đĩa cơ bản (xóa tất cả dữ liệu). Cuối cùng, dữ liệu từ bản sao lưu phải được sao chép trở lại vào đĩa cơ bản vừa mới được định dạng lại.
Các đĩa động cung cấp khả năng triển khai phần mềm RAID. Nhược điểm chính của đĩa động trong Microsoft Windows là chúng chỉ có thể được nhận diện trong một số hệ điều hành nhất định, chẳng hạn như Windows 2000 hoặc mới hơn (không bao gồm các phiên bản như Windows XP Home Edition, Windows Vista Home Basic và Premium), FreeBSD hoặc hạt nhân Linux bắt đầu bằng phiên bản 2.4.8.
Đĩa động dưới Windows được cung cấp với việc sử dụng cơ sở dữ liệu được lưu trữ trên nhiều ổ đĩa. Volume được gọi là volume động. Có thể có tối đa 2000 volume động trên mỗi đĩa động, nhưng con số tối đa được Microsoft khuyên dùng là 32.

## Các loại bảng phân vùng
| ID (GUID Partition Table và MBR Partition Table)      | Mô tả |
| ----------------------------------------------------- | --- |
| GPT: 5808C8AA-7E8F-42E0-85D2-E1E90434CFB3 MBR: Không1 | Phân vùng "siêu dữ liệu". Vùng của đĩa được sử dụng để giữ dữ liệu cấu hình mô tả các tập tin mà LDM quản lý. |
| GPT: AF9B60A0-1431-4F62-BC68-3311714A69AD MBR: 0x42   | phân vùng "dữ liệu". Khu vực đĩa được sử dụng để lưu các volume LDM.                                          |

^1  Trên đĩa được phân vùng với lược đồ Bảng phân vùng MBR, siêu dữ liệu của Logical Disk Manager không được lưu trữ trong phân vùng, nhưng được lưu trữ trong vùng 1 MiB ở cuối đĩa không được gán cho bất kỳ phân vùng nào. Các công cụ phân vùng đĩa trong Windows 2000 đến Windows 10 sẽ không sử dụng vùng đó cho các phân vùng đĩa, nhưng các công cụ trong các hệ điều hành khác có thể. Việc để dành 1 MiB ở trên sẽ chỉ xảy ra trên đĩa được Windows xác định là "Local Disk" chứ không phải là "Removable Disk". Do đó, thẻ CompactFlash (CF) ở chế độ IDE thực được kết nối với PC chạy Windows thông qua cổng IDE hoặc USB kết nối ATA, ví dụ hộp ổ cứng di động, sẽ chiếm phân vùng này, trái ngược với kết nối thông thường thông qua đầu đọc thẻ USB hoặc CF 16 bit thụ động với bộ điều hợp PCMCIA, nơi nó không thực hiện chiếm phân vùng trên.